# 第三者 (2004年電影)
《第三者》（英語：Wicker Park）是一部2004年美國心理驚悚電影，改編自1996年法國電影《情慾公寓》。由喬什·哈奈特主演，本片曾獲得蒙特婁國際電影節評審團大獎提名。

## 劇情
如果有一天，曾經和你山盟海誓的戀人突然消失了，在找不到任何訊息的情況下，你會怎麼辦? 多年之後，原本你已經將一切埋藏在心底深處，也重新開始了新生活，有了新愛人；可是，就在這個時候，那個之前曾讓你魂縈夢牽的身影朦朧的出現在眼前，你會不會想要一探究竟呢?那麼，新的情人又將如何是好呢?這是新生代偶像 喬什·哈奈特 的新片【第三者】的劇情，懸疑氣氛之中，還帶有些許的淒美情懷，讓人忍不住的想要知道答案，誰才是第三者？誰又在搞破壞？不到最後，不會有人知道結果。
改編自1996年法國電影【情慾公寓-L'Appartment】的福斯新片【第三者】，是一齣新式的希區考克式心理驚悚片，描述一名從事廣告設計工作的男子馬修，意外在咖啡館遇見一位謎樣的女子，並且認定對方就是自己長久以來失蹤的愛人。因為如此，他無法抗拒的作出一些讓自己都意想不到的瘋狂舉動，他深信這個神秘的女子就是自己多年前失蹤的心愛女友，並且開始不顧一切的跟蹤、痴迷的守候這名女子，為了她，什麼都可以放棄，可是，迂迴探查的結果，卻讓他捲進更迷離的景況之中，難以逃脫。
馬修已經快結婚了，而老闆就是未來的舅子，所以前途看好。他卻在與客戶聚餐時偶然聽到熟悉的女子聲音，追出去後發現果然是自己朝思暮想的莉莎。因為深信她仍愛著他，馬修臨時改變赴中國出差的行程，留在城裡尋找芳蹤。他憶起兩年前的自己，作為一名業餘攝影師在影像器材度打工，偶從監視畫面中見及今生僅見的美麗女子，於是一路追進她練舞的所在。後來造訪朋友的鞋店時又遇見她彎進來看鞋，便冒充店員為她試鞋，並在找不到合適的尺碼時請她留下電話以便新鞋到店時通知他。她卻早知他跟隨著看她練舞，並留下自己的通訊方式和約會地點。兩人間的愛火一發不可收拾。
現在的馬修借了朋友盧克的車在城裡追尋莉莎，差點誤了盧克的新戀情。他找到了她遺落的粉盒，以及似乎是她即將分手的現任男友丹尼爾。馬修跟著丹尼爾找到了莉莎的房子，確認屋主真是莉莎後，留了字條要見面歸還粉盒，卻等不到人赴約。他心急之下逕自闖入屋中，才發現屋主莉莎並不是他朝思暮想的莉莎。驚慌的屋主打傷了他。在雙方解釋清楚誤會後，又交換各自的故事。由於屋主莉莎深受跟縱狂般的男友困擾，於是留馬修過夜以安自己的心。原本馬修是睡在客廳沙發上，但兩人在深夜後睡到了一起。
兩年前，馬修原本要與他的莉莎談到兩人的未來，她卻因必須排練而急著離去。第二天她沒有赴約，原來是臨時被歐洲的舞團召募赴歐演出。莉莎沒留一句話就走，後來也沒有再聯絡。
原來馬修聚餐時見到的真的是莉莎，而對馬修自稱莉莎的女子則是其好友，兩人因莉莎之前與某男友爭吵時逃進她屋中躲避而相識，這次又因丹尼爾而互換地方暫住一晚。
而這個假莉莎竟然是盧克的約會對象雅麗絲。盧克在約會當晚對雅麗絲說了朋友馬修的故事，雅麗絲忽然就中止了約會，兩人鬧得不太愉快。馬修原想儘早飛赴中國完成工作，但要到晚上才有班機，於是盧克邀他見見自己女友的演出。
莉莎就在雅麗絲屋中，她也一直沒有忘記馬修。原來雅麗絲當年即暗戀在器材店打工的馬修，也是因她送修自己的攝影機，馬修才得以見到被她拍下來的莉莎。在雅麗絲採取任何行動前，馬修即已與莉莎陷入熱戀，而無人知曉雅麗絲如何黯然神傷。
由於雅麗絲聲稱馬修所拾獲的粉盒是自己這個「莉莎」所有，又沒轉交給真正的莉莎，所以莉莎赴餐廳詢問，老闆說的確有人撿到並留下紙條。紙條當然就是馬修留下的。莉莎按其記載打電話過去，卻因馬修在洗澡而沒連絡上。她赴航空公司買機票時，又與在同一處取票的馬修失之交臂。
馬修在劃位後依約去看好友的女友上台演出。台上的雅麗絲看到他們兩個一起出現，心情動搖。但她化了濃厚的舞台妝，又經常變換方位，根本認不清她是誰。馬修未及終場便去趕飛機到中國。雅麗絲經由盧克的口中得知馬修將她們的露水情緣當成沒發生過，心情低落。
兩年前，莉莎在前往歐洲前將馬修住所的鑰匙與自己的紙條給了雅麗絲請她轉交。雅麗絲進了馬修的屋中卻先把電話留言洗掉，也沒留下紙條。又對莉莎謊稱馬修與別的女人上床了。
雅麗絲到盧克家過夜。隔天早上接到馬修電話，稱他沒上飛機，而是待在莉莎的房子中，越待越覺得莉莎近在咫尺。他打算等一下再和盧克談談。雅麗絲急忙出門打電話回莉莎家穩住馬修。恰逢莉莎打來，想和馬修連絡。盧克答應替雙方傳話。原來馬修一開始在餐廳見到的真的是莉莎，是雅麗絲從中作梗使兩人陰錯陽差緣慳一面。
雅麗絲進莉莎的家，以「莉莎」的身份與馬修見面。他依屋中找到的鞋子尺寸買雙款式一樣的鞋給「莉莎」，卻尺寸不合，隨即便離開去見盧克。雅麗絲急忙打電話約盧克出門約會，以調虎離山。不想馬修為了緬懷偶遇莉莎，也進了同家餐廳，於是雅麗絲的謊言被戳穿。兩人意在言外的討論發生了什麼事，盧克反倒被蒙在鼓裡。兩人趁盧克暫離時把話說清，雅麗絲將莉莎的紙條交給馬修，說莉莎又要到歐洲去了。盧克回來後也對他說莉莎打來的電話，於是馬修急忙赴約會地點，也就是Wicker Park。傷心的雅麗絲自承利用了盧克，聲明與他分手。
由於耽誤太多時間，莉莎己經不在那裡。他趕到機場，果然見到熟悉的身影。但欲前去相認時，未婚妻卻突然間殺出來，馬修不得不先和摸不著頭緒的她把話講清楚，而莉莎己消失在人海，也沒有見到他。
未婚妻被馬修的話傷透了心，憤怒離去。莉莎打電話問雅麗絲何以沒來送機，卻從她口中得知了一切。四下尋覓的馬修終在人群的空隙中見到莉莎的背影。得知遭好友背叛作弄的莉莎正自神傷，一轉身，卻見那眾裡尋他千百度的人，正在燈火闌珊處。

## 軼事
- 本片英文名雖為《Wicker Park》，但並非在芝加哥的Wicker Park拍攝，而是在蒙特婁。

## 外部連結
- （英文） 官方網站 （页面存档备份，存于）
- （英文） 互联网电影数据库（IMDb）上《Wicker Park》的资料（英文）